# Complex SAM

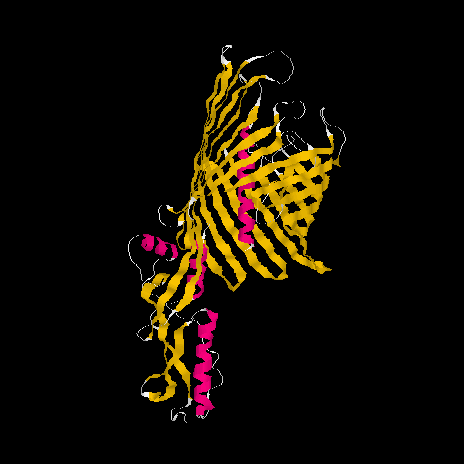
Model cristal·logràfic de la proteïna FhaC de Bordetella pertussis (MMDB ID 59438) visualitzada mitjançant el l'aplicació Rasmol. Es tracta d'un homòleg bacterià de la proteïna Sam50, el principal component del complex SAM. L'estructura de Sam50 en humans (hSam50) encara no ha estat resolta, però mitjançant programes de Predicció d'estructura de proteïnes sembla bastant clar que tindria una estructura bastant similar.

El complex SAM, també anomenat Complex TOB (de l'anglès: Sorting and Assembly Machinery, maquinària de classificació i acoblament) és un complex proteic la funció de la qual consisteix en l'acoblament de proteïnes amb estructura de barril a la membrana externa mitocondrial.